# Aire urbaine de Laval
L'aire urbaine de Laval est une aire urbaine française constituée de 48 communes autour de la ville mayennaise de Laval. En 2010, ses 120 458 habitants la plaçaient dans le premier décile des 793 aires urbaines françaises. 
L’aire urbaine de Laval appartient à l’espace urbain de Rennes.

## Caractéristiques
D'après la délimitation établie par l'INSEE, l'aire urbaine de Laval est composée de 48 communes, toutes situées en Mayenne. Quatre des communes de l'aire urbaine font partie de son pôle urbain, l'unité urbaine de Laval (couramment : « agglomération »). Les 44 autres communes, dites « appartenant à la couronne d'un grand pôle », se répartissent entre 40 communes rurales et deux communes urbaines, Bonchamp-lès-Laval et Louverné, qui sont des « villes isolées » (unités urbaines composées d’une seule commune).
Selon le zonage de 1999, l'aire urbaine de Laval comptait 38 communes. En 2010, onze ont été ajoutées, tandis que Beaulieu-sur-Oudon devenait une « commune multipolarisée des grandes aires urbaines », sous la double influence de Laval et Vitré.
Le tableau suivant indique l’importance de l’aire dans  le département (les pourcentages s'entendent en proportion du département) :
| Département | Communes | Communes (%) | Superficie (km²) | Superficie (%) | Population (1999) | Population (%) |
| ----------- | -------- | ------------ | ---------------- | -------------- | ----------------- | -------------- |
| Mayenne     | 48       | 18           | 994              | 19             | 120 458           | 39             |

En 2010, la population s’élevait à 120 458 habitants.

## Les 48 communes de l'aire
| Code INSEE | Commune                    | Type de commune               | Dép.    | Superficie (km²) | Population (2010) | Densité (hab./km²) |
| ---------- | -------------------------- | ----------------------------- | ------- | ---------------- | ----------------- | ------------------ |
| 53001      | Ahuillé                    | Commune rurale monopolarisée  | Mayenne | +0028,97         | +0 0001 839,      | +00063,48          |
| 53005      | Andouillé                  | Commune rurale monopolarisée  | Mayenne | +0036,54         | +0 0002 261,      | +00061,88          |
| 53007      | Argentré                   | Commune rurale monopolarisée  | Mayenne | +0036,77         | +0 0002 681,      | +00072,91          |
| 53009      | Arquenay                   | Commune rurale monopolarisée  | Mayenne | +0025,25         | +00 000631,       | +00024,99          |
| 53011      | Astillé                    | Commune rurale monopolarisée  | Mayenne | +0020,73         | +00 000791,       | +00038,16          |
| 53015      | La Baconnière              | Commune rurale monopolarisée  | Mayenne | +0027,36         | +0 0001 606,      | +00058,7           |
| 53022      | La Bazouge-de-Chemeré      | Commune rurale monopolarisée  | Mayenne | +0024,84         | +00 000521,       | +00030,97          |
| 53023      | La Bazouge-des-Alleux      | Commune rurale monopolarisée  | Mayenne | +0018,1          | +00 000454,       | +00025,08          |
| 53025      | Bazougers                  | Commune rurale monopolarisée  | Mayenne | +0031,72         | +0 0001 036,      | +00025,08          |
| 53030      | Le Bignon-du-Maine         | Commune rurale monopolarisée  | Mayenne | +0014,29         | +00 000328,       | +00032,66          |
| 53031      | La Bigottière              | Commune rurale monopolarisée  | Mayenne | +0018,4          | +00 000449,       | +00024,4           |
| 53034      | Bonchamp-lès-Laval         | Commune urbaine monopolarisée | Mayenne | +0027,51         | +0 0005 842,      | +00212,36          |
| 53045      | La Brûlatte                | Commune rurale monopolarisée  | Mayenne | +0015,24         | +00 000706,       | +00046,33          |
| 53049      | Châlons-du-Maine           | Commune rurale monopolarisée  | Mayenne | +0009,66         | +00 000641,       | +00066,36          |
| 53054      | Changé                     | Commune du pôle urbain        | Mayenne | +0034,68         | +0 0005 509,      | +00158,85          |
| 53056      | La Chapelle-Anthenaise     | Commune rurale monopolarisée  | Mayenne | +0019,89         | +00 000933,       | +00046,91          |
| 53082      | Courbeveille               | Commune rurale monopolarisée  | Mayenne | +0018,02         | +00 000657,       | +00036,46          |
| 53094      | Entrammes                  | Commune rurale monopolarisée  | Mayenne | +0026,16         | +0 0002 202,      | +00084,17          |
| 53099      | Forcé                      | Commune rurale monopolarisée  | Mayenne | +0004,94         | +0 0001 001,      | +00202,63          |
| 53103      | Le Genest-Saint-Isle       | Commune rurale monopolarisée  | Mayenne | +0018,59         | +0 0002 050,      | +00110,27          |
| 53105      | Gesnes                     | Commune rurale monopolarisée  | Mayenne | +0011,21         | +00 000223,       | +00019,89          |
| 53119      | L'Huisserie                | Commune du pôle urbain        | Mayenne | +0014,72         | +0 0004 088,      | +00277,72          |
| 53130      | Laval                      | Commune du pôle urbain        | Mayenne | +0034,22         | +00050 940,       | +01 488,6          |
| 53137      | Loiron                     | Commune rurale monopolarisée  | Mayenne | +0022,92         | +0 0001 486,      | +00064,83          |
| 53140      | Louverné                   | Commune urbaine monopolarisée | Mayenne | +0020,58         | +0 0003 946,      | +00191,74          |
| 53141      | Louvigné                   | Commune rurale monopolarisée  | Mayenne | +0012,56         | +0 0001 057,      | +00084,16          |
| 53143      | Maisoncelles-du-Maine      | Commune rurale monopolarisée  | Mayenne | +0031,61         | +0 0001 653,      | +00032,53          |
| 53146      | Martigné-sur-Mayenne       | Commune rurale monopolarisée  | Mayenne | +0015,83         | +00 000515,       | +00052,29          |
| 53156      | Montflours                 | Commune rurale monopolarisée  | Mayenne | +0007,93         | +00 000236,       | +00029,76          |
| 53157      | Montigné-le-Brillant       | Commune rurale monopolarisée  | Mayenne | +0018,05         | +0 0001 272,      | +00070,47          |
| 53158      | Montjean                   | Commune rurale monopolarisée  | Mayenne | +0019,75         | +00 000987,       | +00049,97          |
| 53168      | Nuillé-sur-Vicoin          | Commune rurale monopolarisée  | Mayenne | +0023,59         | +0 0001 226,      | +00051,97          |
| 53169      | Olivet                     | Commune rurale monopolarisée  | Mayenne | +0009,97         | +00 000425,       | +00042,63          |
| 53172      | Origné                     | Commune rurale monopolarisée  | Mayenne | +0010,05         | +00 000412,       | +00041,            |
| 53175      | Parné-sur-Roc              | Commune rurale monopolarisée  | Mayenne | +0023,74         | +0 0001 263,      | +00053,2           |
| 53186      | Quelaines-Saint-Gault      | Commune rurale monopolarisée  | Mayenne | +0042,25         | +0 0001 962,      | +00046,44          |
| 53194      | Ruillé-le-Gravelais        | Commune rurale monopolarisée  | Mayenne | +0016,94         | +00 000864,       | +00051,            |
| 53195      | Sacé                       | Commune rurale monopolarisée  | Mayenne | +0012,46         | +00 000449,       | +00036,04          |
| 53201      | Saint-Berthevin            | Commune du pôle urbain        | Mayenne | +0032,11         | +0 0007 277,      | +00226,63          |
| 53205      | Saint-Céneré               | Commune rurale monopolarisée  | Mayenne | +0018,89         | +00 000448,       | +00023,72          |
| 53220      | Saint-Georges-le-Fléchard  | Commune rurale monopolarisée  | Mayenne | +0008,44         | +00 000382,       | +00045,26          |
| 53222      | Saint-Germain-d'Anxure     | Commune rurale monopolarisée  | Mayenne | +0010,35         | +00 000328,       | +00031,69          |
| 53224      | Saint-Germain-le-Fouilloux | Commune rurale monopolarisée  | Mayenne | +0015,48         | +0 0001 024,      | +00066,15          |
| 53225      | Saint-Germain-le-Guillaume | Commune rurale monopolarisée  | Mayenne | +0013,23         | +00 000480,       | +00036,28          |
| 53229      | Saint-Jean-sur-Mayenne     | Commune rurale monopolarisée  | Mayenne | +0017,81         | +0 0001 526,      | +00085,68          |
| 53243      | Saint-Ouën-des-Toits       | Commune rurale monopolarisée  | Mayenne | +0021,26         | +0 0001 685,      | +00079,26          |
| 53262      | Soulgé-sur-Ouette          | Commune rurale monopolarisée  | Mayenne | +0022,94         | +0 0001 105,      | +00048,17          |
| 53273      | Villiers-Charlemagne       | Commune rurale monopolarisée  | Mayenne | +0027,57         | +0 0001 061,      | +00038,48          |
|            | Total                      |                               |         | +0992,12         | +00120 458,       | +00121,17          |